# Roflumilast
Roflumilast, vendido bajo el nombre comercial Daxas entre otros. Es un medicamento utilizado para el tratamiento a largo plazo de la enfermedad pulmonar obstructiva crónica . Se utiliza en personas con enfermedad grave. Se toma por vía oral.
Los efectos secundarios más comunes son diarrea, náuseas, dolor de cabeza, dolor de espalda, problemas para dormir y mareos. Es un inhibidor selectivo de la enzima fosfodiesterasa-4  y actúa disminuyendo la inflamación pulmonar.
Roflumilast fue aprobado para uso médico en Europa en 2010 y en los Estados Unidos en 2011. En el Reino Unido le cuesta al NHS alrededor de 38 libras esterlinas por mes a partir de 2021. Esta cantidad en Estados Unidos cuesta alrededor de 430 USD.